# Allocapnia pygmaea
Allocapnia pygmaea is een steenvlieg uit de familie Capniidae. De wetenschappelijke naam van de soort is voor het eerst geldig gepubliceerd in 1839 door Burmeister.